# 筇竹寺
筇竹寺（きょうちくじ）は、中華人民共和国雲南省昆明市西山区玉案山にある仏教寺院。

## 歴史
南宋のとき、雄辯法師（1228年–1301年）が開基し創建した。元の至大3年（1310年）、玄堅は大都に赴き、武宗より『大蔵経』を賜る。明の永楽17年（1419年）火災で焼失、永楽20年（1422年）より6年をかけて再建した。清の康熙元年（1662年）は寺院を重修した。康熙23年（1684年）、雲貴総督の蔡毓栄が先頭に立って出資し、寺院を重修。光緒9年（1883年）から光緒16年（1890年）にかけて、筇竹寺の住職夢仏大和尚は、職人に山門、天王殿、大雄宝殿、華厳閣、廂房を修築してもらいました。
1983年、中華人民共和国国務院は仏寺を漢族地区仏教全国重点寺院に認定した。1984年4月、華厳閣を焼失した。1989年10月に華厳閣が再建される。1992年より後、地元政府は寺院を修復する。1994年10月12日、寺院では建設と仏像の開光式が行われます。2001年6月25日、中華人民共和国国務院は仏寺を全国重点文物保護単位に認定した。

## 伽藍
山門、大雄宝殿、華厳閣（1989年再建）、天王殿、天台来閣、梵音閣、祖師殿、伽藍殿、客堂、斎堂、僧房、方丈室、長廊。

## 文物
清の五百羅漢塑像

## 文学
唐の道安和尚の詩『玉案山』に曰く：松鳴天籟玉珊珊、万象常応護此山。一局仙棋蒼石爛、数声常嘯白雲間。乾坤不蔽西南境、金碧平分左右斑。万古難磨真跡在、峰頭鸞鶴幾時還。
元の郭松年の詩『題筇竹寺壁』に云く：南来作使駐征鞍、風景還驚入画看。梵宇雲埋筇竹老、滇池霜浸碧鶏寒。兵威此日雖同軌、文徳他年見舞干。北望烏台猶万里、幾回揮涙惜凋残。
明の機先の詩『玉案晴嵐』に云く：山如玉案自為名、卓立天然刻画成。白昼浮嵐濃且淡、高秋畳翠雨還晴。陰連太華千尋秀、影浸滇池万頃清。杖策何当凌絶頂、滇南一覧掌中平。